# 王滝御嶽神社
王滝御嶽神社（おうたきおんたけじんじゃ）は、長野県木曽郡王滝村にある神社。王滝口御嶽神社（おうたきぐちおんたけじんじゃ）、御嶽神社王滝口（おんたけじんじゃおうたきぐち）ともいう。
木曽御嶽山への山岳信仰に基づく現地の神社（木曽御嶽神社）の1つであり、南方からの登山道である王滝口（おうたきぐち）沿いにある神社である（東方の黒沢口沿いにも別の神社がある）。山頂に奥社、 山麓に里宮がある。

## 祭神
主祭神は以下の3柱。
国常立尊（くにとこたちのみこと）
大己貴命（おおなむちのみこと）
少彦名命（すくなひこなのみこと）
主祭神以外については、社殿の各宮の項目を参照。

## 歴史
大宝2年（702年）、信濃国司の高根道基が木曽御嶽山頂上奥社を創建したのを始まりとする。
宝亀5年（774年）、信濃国司の石川朝臣望足が、光仁天皇の勅命を奉じて木曽御嶽山へ登山し、悪疫退散を祈願した。
延長3年（925年）、白川少将重頼が木曽御嶽山へ登山し奥社の神殿を再建した。 
応保元年（1161年）、後白河上皇の勅使が木曽御嶽山を登山し参拝した。
文明16年（1484年）、一合目里宮社を再建。
文亀3年（1503年）、一合目里宮社を再興したと記録にある。
寛文4年（1664年）、木曽代官の山村良豊が里宮社殿を再建。
天明2年（1782年）、覚明が木曽御嶽山黒沢口登山道を開いた。
寛政4年（1792年）、普寛行者が木曽御嶽山王滝口登山道をそれぞれ開き、講社を作り軽精進潔斎による木曽御嶽山登山を奨励したことにより、御嶽講（山岳信仰・講）が全国に広まり、現在も御嶽教の信者による参拝が続いている。

## 社殿

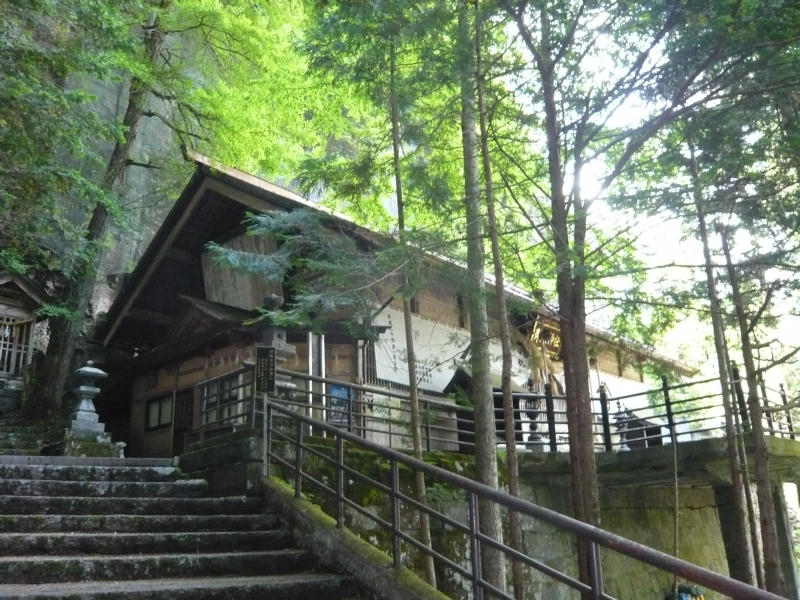
御嶽神社里宮

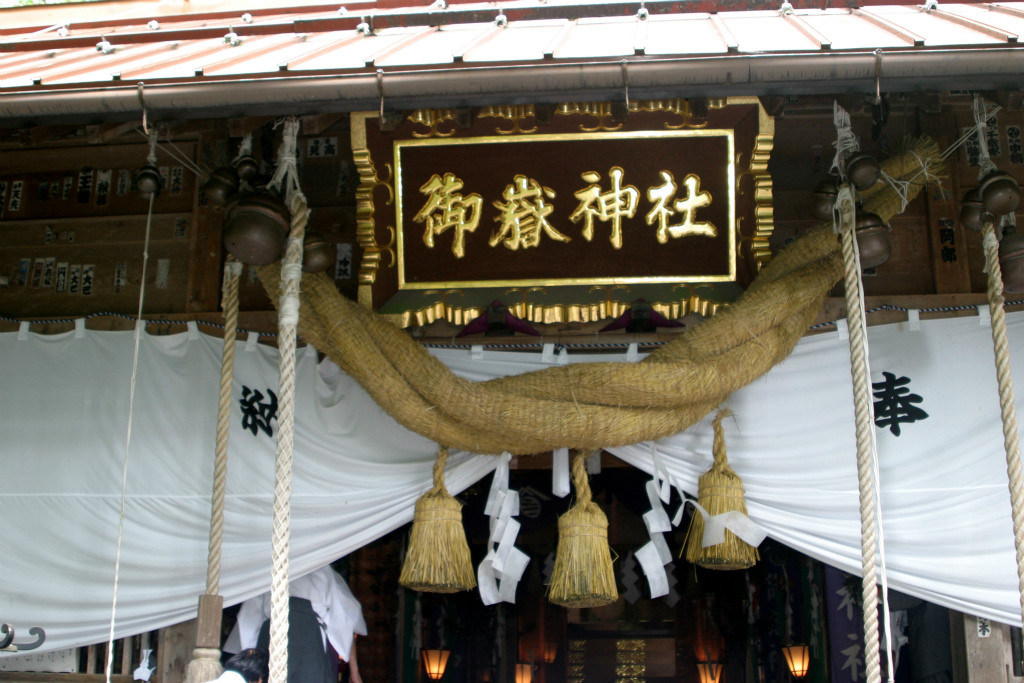
御嶽神社王滝口の里宮にある社殿

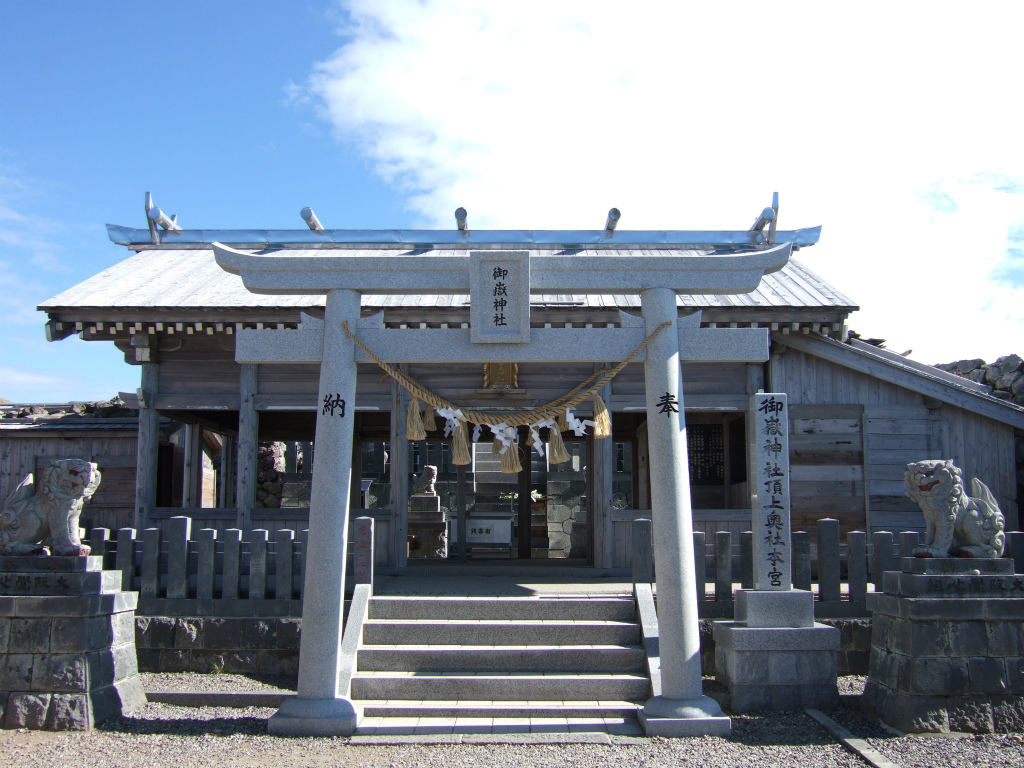
御嶽神社王滝口の王滝頂上奥社社殿

- 里宮（さとみや）一合目にあり、「本社（ほんしゃ）」「若宮（わかみや）」「岩戸権現（いわとごんげん）」とも呼ばれる。祭神は国常立尊（くにとこたちのみこと）・大己貴命（おおなむちのみこと）・少彦名命（すくなひこなのみこと）。
- 十二大権現（じゅうにだいごんげん）四合目下にあり、祭神は木花開耶姫命（このはなさくやびめのみこと）。
- 八海山神社（はっかいさんじんじゃ）五合目にあり、祭神は国狭槌尊（くにさつちのみこと）。
- 三笠山神社（みかさやまじんじゃ）七合目、三笠山頂上にあり、祭神は豊斟渟尊（とよくむぬのみこと）。
- 田ノ原大黒天（たのはらだいこくてん）七合目にあり祭神は大国主命（おおくにぬしのみこと）。
- 頂上奥社（ちょうじょうおくしゃ） 木曽御嶽山王滝口頂上にあり、祭神は国常立尊（くにとこたちのみこと）・大己貴命（おおなむちのみこと）・少彦名命（すくなひこなのみこと）。

## 社務所
- 別殿社務所・一合目
- 里宮社務所・一合目
- 里宮拝殿・一合目
- 八海山社務所・五合目
- 田の原社務所・七合目
- 遙拝所社務所・七合目
- 頂上社務所・木曽御嶽山王滝口頂上

## 祭事
- 年中行事
  - 1月1日 歳旦祭 里宮
  - 1月5日新年御神楽始め祭 別殿
  - 1月16日 厄除交通安全祈願祭 別殿
  - 2月1日 古神札焚上げ祭 里宮
  - 春分の日 春祭 里宮

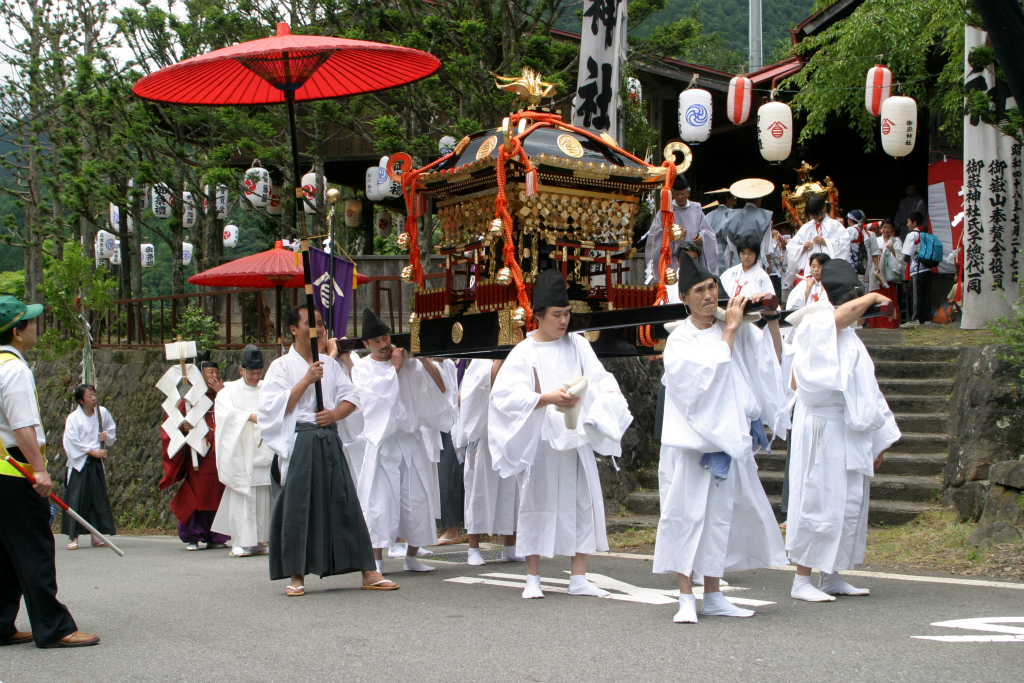
御嶽神社王滝口の7月に行われる例大祭

  - 5月1日 合併神社祭 里宮
招魂社祭 招魂社
  - 6月30日 大祓式 別殿
  - 7月1日 開山祭 田の原
  - 7月10日 頂上奥社開山祭 頂上奥社
  - 7月27～28日 御嶽神社例大祭 里宮・八幡堂
  - 9月初旬 頂上奥社閉山祭 頂上奥社
  - 9月10日 講祖（普寛行者・覚明行者）本社祭
  - 10月第3土曜、日曜日 霊神社合祀慰霊大祭 里宮
  - 11月23日 秋祭 里宮
  - 12月31日 除夜祭 里宮

- 毎日の祭事
  - 毎月1日および15日 月並祭 里宮・別殿

## 御嶽山信仰、行者、講社
御嶽山の歴史・信仰および御嶽教を参照。

### 関連する神社・宗教法人
- 木曽御嶽本教
- 黒沢御嶽神社

## 文化財等
- 古記録・絵画等
  - 古祭文祝詞類
  - 王御嶽山清女行法巻 文亀3年（1503年） 室町時代の古祭文
  - 角倉与一奉納絵馬 寛文8年（1668年）
  - 千羽鶴絵馬 慶応2年（1866年）
  - 龍虎の図 寛文4年（1664年）
  - 天狗の面
  - 山村代官絵馬
  - 風流踊りの図 享保18年（1733年）

- 普寛行者ゆかりの品
  - 愛用の茶器と椀
  - 開山登山の節の護身用小刀
  - 普寛行者道中日記
  - 普寛行者一行に宛てた書状
  - 開山登山の節の護身用天狗の爪

## 現地情報
長野県木曽郡王滝村3315番地 別殿（滝旅館内）
- 交通アクセス
  - 車利用の場合 東京方面からは、伊那IC下車、里宮まで約55分 大阪・名古屋方面からは、中津川IC下車、里宮まで1時間50分
  - 列車利用の場合 東京方面・大阪・名古屋方面いずれからも、中央本線木曽福島下車、バス利用で里宮まで約50分